# ¡Forward, Russia!
¡Forward, Russia! sono una band inglese di Leeds, specializzata nell'indie rock e nell'alternative rock, nata agli inizi del 2004 e tuttora in attività. Fino al 2006 il gruppo intitolava le proprie canzoni solo con numeri, nell'ordine in cui erano state scritte. La band ha usato caratteri dell'alfabeto cirillico, con il suo nome occasionalmente scritto come¡FФЯWДЯD, RUSSIД!.

## Formazione
- Tom Woodhead – voce
- Rob Canning – basso
- Katie Nicholls – percussioni e voce
- Whiskas – chitarra elettrica

## Discografia

### Album studio
- Give Me a Wall 15 maggio 2006 Dance to the radio
- Life Processes 14 aprile 2008 Cooking Vinyl

### Singoli
| Titolo                  | Data di lancio | Etichetta          | UK Singles Chart | Album          |
| ----------------------- | -------------- | ------------------ | ---------------- | -------------- |
| "Nine"                  | Aprile 2005    | Dance to the radio |                  |                |
| "Thirteen" / "Fourteen" | Agosto 2005    | White Heat         | 74               |                |
| "Twelve"                | Gennaio 2006   | Dance to the radio | 36               | Give Me a Wall |
| "Nine"                  | Maggio 2006    | Dance to the radio | 40               | Give Me a Wall |
| "Eighteen"              | Luglio 2006    | Dance to the radio | 44               | Give Me a Wall |
| "Nineteen"              | Novembre 2006  | Dance to the radio | 67               | Give Me a Wall |
| "Don't Be A Doctor"     | Febbraio 2007  | dance to the radio |                  |                |
| "Breaking Standing"     | 7 aprile 2008  | Cooking Vinyl      |                  | Life Processes |